# Dachser
Die Dachser SE ist die Konzernobergesellschaft eines deutschen Logistikunternehmens mit Sitz in Kempten (Allgäu). Der Konzern befindet sich vollständig im Familienbesitz. 
Dachser ist in den Geschäftsfeldern Europa-Logistik (European Logistics), Luft- und Seefracht (Air & Sea Logistics) sowie Lebensmittel-Logistik (Food Logistics) vertreten. Im Bereich Kontraktlogistik werden neben dem Transport auch Lagerung und Kommissionierung angeboten.

## Geschichte des Unternehmens
Thomas Dachser gründete das Unternehmen 1930. Er transportierte Allgäuer Käse in das Rheinland und auf dem Rückweg Metallprodukte. 1934 wurde in Memmingen die erste Zweigniederlassung eröffnet und 1938 eine Niederlassung in Neuss. Dachser wurde 1938 zum führenden Speditionsunternehmen im Allgäu.
Im Zweiten Weltkrieg wurden die meisten Fahrzeuge vom Staat requiriert und die meisten LKW-Fahrer wurden zum Wehrdienst einberufen. Alle Niederlassungen wurden im Krieg zerstört. Bald nach dem Krieg wurde das Geschäft wieder aufgenommen, 1949 erfolgte der Eintrag der „Thomas Dachser Spedition“ ins Handelsregister. In den 1950er Jahren wuchs das Unternehmen stark. Im Inland wurden Niederlassungen eröffnet, per Land, Luft und See internationale Verkehre aufgenommen. 1951 eröffnete am Münchner Flughafen das erste Luftfrachtbüro. Zum Ende des Jahrzehnts beschäftigte das Unternehmen 1.000 Mitarbeiter, die einen Umsatz von mehr als 70 Millionen DM erwirtschafteten.
Im Jahr 1969 war das Unternehmen eines der Gründungsmitglieder der Kombiverkehr KG. Deren Ziel war die Vernetzung von Schienenverkehr und Straßenverkehr. Ihr Zweck war unter anderem, für ihre Kommanditisten den Transport von LKWs und von Wechselaufbauten ohne Zugmaschine auf der Schiene zu organisieren. Unter anderem deshalb stellte Dachser bis 1971 seinen gesamten Fuhrpark auf Wechselbrücken. Die Abmessungen der austauschbaren Ladungsträger wurden auch von anderen Herstellern und Transportunternehmen übernommen und so zu Branchenstandards.

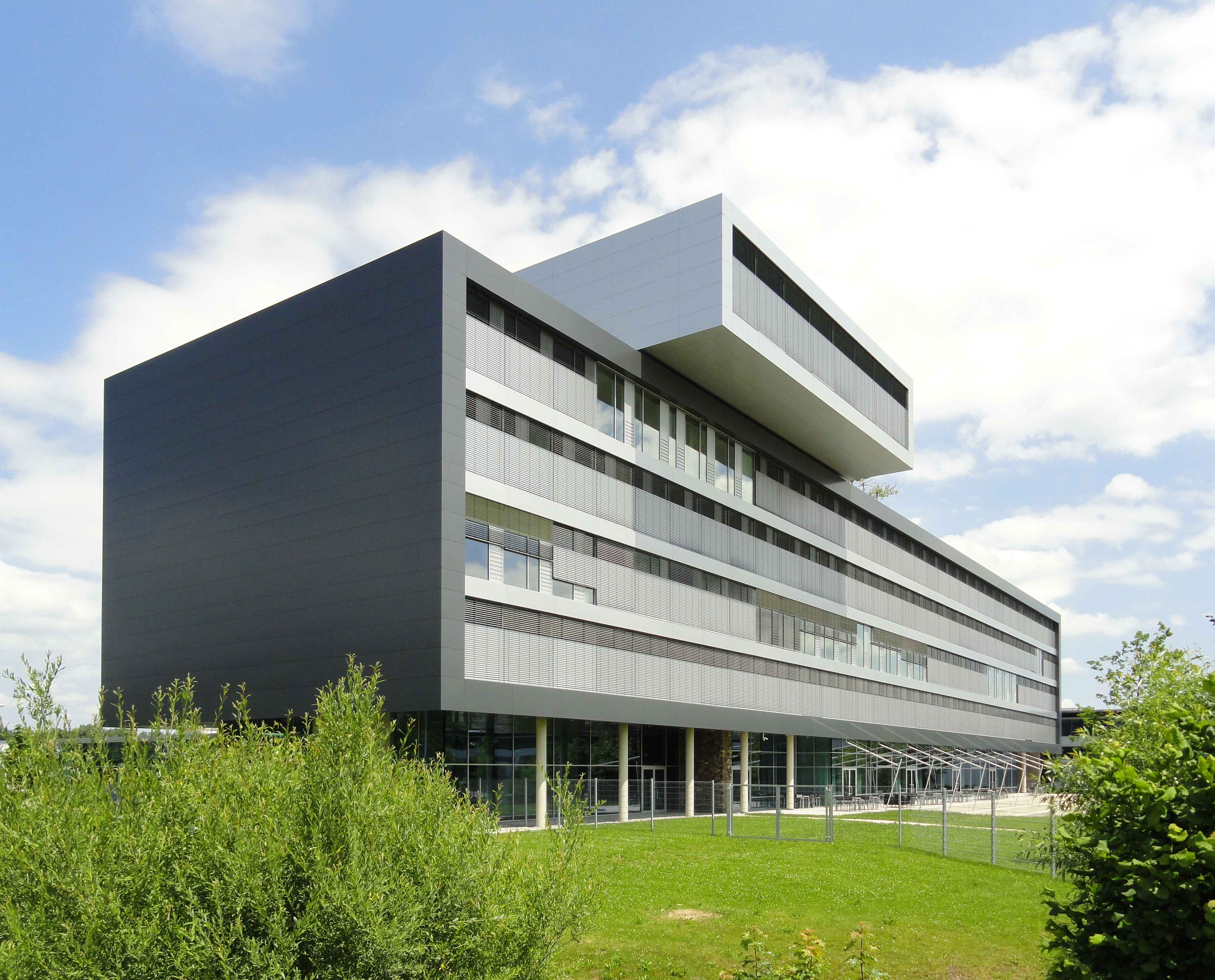
Hauptniederlassung in Kempten

1979 starb der Firmengründer Thomas Dachser. Seine Töchter Christa Rohde-Dachser und Annemarie Simon erbten seine Unternehmensanteile jeweils zur Hälfte. Die Töchter übertrugen später je fünf Prozent der Anteile an ihre insgesamt sechs Kinder; sie selbst hatten 2006 noch je 35 % der Anteile.
Seit 1982 bietet Dachser seinen Kunden die Lagerung und den Transport temperaturempfindlicher Lebensmittel an. Damit entstand der Geschäftsbereich Frischdienst (heute Food Logistics).
1994 führte Dachser zur Packstückidentifikation die NVE (Nummer der Versandeinheit) ein. Damit etablierte sich der Barcode in der Transportlogistik als eindeutige Identifikationsnummer.
Im Jahr 1999 kaufte Dachser den französischen Logistik-Dienstleister Graveleau, um sein Netzwerk in Europa und Nordafrika zu erweitern. Später expandierte Dachser in Asien, Europa und den Vereinigten Staaten.
2002 eröffnete Dachser ein 'Eurohub' genanntes Umschlaglager in Überherrn (Landkreis Saarlouis) direkt an der deutsch-französischen Grenze. 2011 eröffnete Dachser einen Eurohub in Lozorno bei Bratislava (Slowakei, am Dreiländereck mit Österreich und Ungarn) und später im selben Jahr einen dritten Eurohub in Combronde bei Clermont-Ferrand (Frankreich)
Von Januar 2005 bis Ende 2020 war ein Enkel des Firmengründers Thomas Dachser, Bernhard Simon, Sprecher der Geschäftsführung. 
Durch Akquisition der Haugsted-Gruppe im Jahr 2005 baute das Unternehmen sein Netzwerk in Nordeuropa aus.
Außerdem wurde das Joint Venture „Logimasters & Dachser“ in Brasilien gegründet und mit dem Erwerb des Logistikers E.S.T. die Präsenz in Tschechien gestärkt. 2010 erwarb Dachser das britische Logistikunternehmen Ja Leach Transport Ltd. in Rochdale.
Im Januar 2013 kaufte Dachser das spanische Luft- und Seefrachtspeditionsunternehmen Transunion. Dachser expandierte damit auch in Spanien, der Türkei, in Argentinien, Peru und Mexiko.
Darüber hinaus übernahm Dachser zum selben Zeitpunkt auch den spanischen Logistikdienstleister Azkar mit Firmenzentrale in Coslada und wuchs um über 3.000 Mitarbeiter an 91 Standorten in Spanien und Portugal.
Im Oktober 2013 erwarb Dachser einen Mehrheitsanteil der finnischen See- und Luftfrachtspedition Oy Waco Logistics Finland. Das Unternehmen mit Hauptsitz im südfinnischen Vantaa unterhält weitere Standorte in den Wirtschaftszentren Lahti, Oulu, Tampere und Vaasa.
Im Februar 2015 gab Dachser seine Umfirmierung in eine SE & Co. KG bekannt. Die Geschäftsfelder Road Logistics und Air & Sea Logistics wurden an die hundertprozentige Tochtergesellschaft Dachser SE übertragen.
2017 übernahm Dachser die Mehrheit am irischen Partner Johnston Logistics Ltd. Johnston Logistics wurde 1979 von den Brüdern Albert und Ivan Johnston gegründet und gehörte mit einem Umsatz von 24 Millionen Euro (2016) zu den großen Logistikunternehmen in Irland.
Nachdem Dachser den italienischen Lebensmittellogistiker Papp Italia zu 100 Prozent übernommen hatte, firmierte Papp Italia im Februar 2018 in Dachser Italy Food Logistics um.
2021 wurde Burkhard Eling zum Sprecher des Vorstands berufen. Er folgte auf Bernhard Simon, der den Vorsitz im Verwaltungsrat des Unternehmens übernahm.
Dachser übernahm 2022 die Anteilsmehrheit am Software-Anbieter Kasasi aus Kempten.
2022 erwarb Dachser die restlichen 50 Prozent der Anteile an seinen ungarischen Joint Ventures mit Liegl.
Dachser erwarb im Januar 2023 die niederländische Transportgroep A. Müller.
In Japan besteht seit 2023 ein Joint Venture mit dem Logistikunternehmen Nishi-Nippon Railroad.
Seit 2023 besteht ein Joint Venture mit dem Logistikdienstleister Fercam für Stückguttransporte und Kontraktlogistik in Italien. Dachser übernahm zudem sein Joint Venture in Südafrika  und erwarb den schwedischen Lebensmittellogistiker Frigoscandia.
2024 übernahm Dachser das deutsch-österreichische Lebensmittel-Logistikunternehmen Brummer.
Dachser gehörte im Jahr 2021 zu den Stiftern der Open Logistics Foundation, einer gemeinnützigen Stiftung, die Open-Source-Lösungen für Logistik und Supply-Chain-Management entwickelt und implementiert.

## Netzwerk

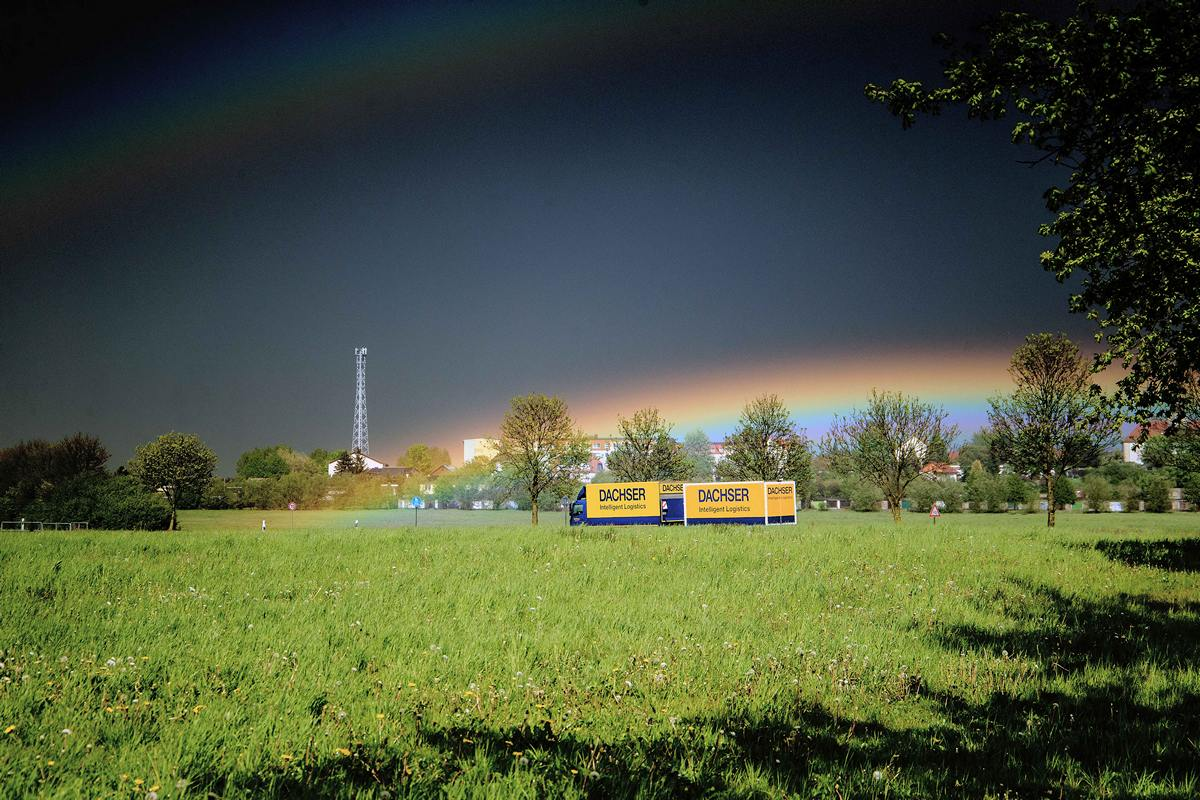
Dachser in Mecklenburg

Das Europanetz besteht aus Niederlassungen, die durch einen Mix aus Direktfahrten, Plattformen und Hubs täglich miteinander verknüpft sind. Die logistischen Drehkreuze in Europa, die Eurohubs, befinden sich in Überherrn, Bratislava und Clermont-Ferrand.
Die interkontinentale Anbindung erfolgt über das globale Luft- und Seefrachtnetzwerk von Dachser Air & Sea Logistics mit 170 Standorten weltweit sowie über lokale Partnerunternehmen.
Dachser beschäftigte 2023 an 382 Standorten insgesamt ca. 33.982 Mitarbeiterinnen und Mitarbeiter, bei einem konsolidierten Nettoumsatz von 7,1 Milliarden Euro. Versendet wurden 77,4 Millionen Sendungen mit einem Gesamtgewicht von 40,0 Millionen Tonnen.

## Auszeichnungen
Bernhard Simon erhielt 2008 von der Deutschen Verkehrszeitung den LEO (Logistics, Excellence, Optimisation)-Award in der Kategorie „Unternehmer des Jahres“. Ebenfalls 2008 kürten die INTES Akademie für Familienunternehmen und die Zeitschrift Impulse Bernhard Simon zum „Familienunternehmer des Jahres“.
Im Rahmen der Studie „Image-Ranking Transport- und Logistikdienstleistungen 2014“ durch das Marktforschungsinstitut Kleffmann im Auftrag des Münchner Wochenmagazins VerkehrsRundschau erhielt Dachser jeweils die höchste Punktzahl in den Kategorien „Allgemeiner Ladungs- und Stückgutverkehr“, „Lebensmittel- und Konsumgüterlogistik“ sowie „Luftfracht und internationale Seecontainerverkehre“.

## Kritik
Dachser Food Logistics geriet im Jahr 2020 aufgrund des Umgangs mit dem damaligen Betriebsrat in die Kritik. Ein Vorsitzender des Gremiums wurde in seinen Tätigkeiten herabgestuft. Die Gewerkschaft ver.di stellte Strafanzeige, der Fall ist mittlerweile gerichtlich beigelegt. Am Standort in Memmingen wurde der Betriebsratsvorsitzende außerordentlich gekündigt, konnte jedoch vor dem Arbeitsgericht erfolgreich dagegen vorgehen.